# Bataille de Claye
Pour les articles homonymes, voir Claye.
Sixième Coalition
Batailles
Campagne de Russie (1812)
- Liste des batailles
- Mir
- Moguilev
- Ostrovno
- Vitebsk
- Kliastitsy
- Smolensk
- 1re Polotsk
- Valoutina Gora
- Moskova
- Moscou
- Winkowo
- 2e Polotsk
- Maloïaroslavets
- Gorodnia
- Czaśniki
- Viazma
- Smoliani
- Krasnoï
- Bérézina

Campagne d'Allemagne (1813)
- Dantzig
- Lunebourg
- Möckern
- Lützen
- Bautzen
- Reichenbach
- Haynau
- Luckau
- Hoyerswerda
- Lauenbourg
- Goldberg
- Gross Beeren
- Katzbach
- Dresde
- Kulm
- Dennewitz
- Peterswalde
- Liebertwolkwitz
- Leipzig
- Hanau
- Sehested
- Torgau
- Hambourg

Campagne de France (1814)
- Sainte-Croix-en-Plaine
- Besançon
- Mayence
- Metz
- Saint-Avold
- 1re Saint-Dizier
- Brienne
- La Rothière
- Campagne des Six-Jours (Champaubert
- Montmirail
- Château-Thierry
- Vauchamps)
- Mormant
- Montereau
- Bar-sur-Aube
- Saint-Julien
- Laubressel
- Berry-au-Bac
- Craonne
- Coutures
- Laon
- Soissons
- Mâcon
- Reims
- Saint-Georges-de-Reneins
- Limonest
- Arcis-sur-Aube
- Fère-Champenoise
- 2e Saint-Dizier
- Meaux
- Claye
- Villeparisis
- Paris

- Feistritz
- Caldiero (en)
- Trieste
- Mincio

- Hoogstraten (de)
- Anvers
- Berg-op-Zoom
- Courtrai

La bataille de Claye, également appelée bataille de Claye-Souilly ou encore combat de Claye, a lieu le 28 mars 1814 lors de la campagne de France. Les troupes françaises du général Compans y remportent un succès limité sur l'avant-garde des troupes prussiennes du général von Katzler mais doivent battre en retraite après un second combat à Villeparisis le même jour.

## Contexte
Après la bataille de Fère-Champenoise du 25 mars 1814, les troupes alliées poursuivent leur avance vers Paris.
Poursuivie par les forces coalisées, une partie des troupes françaises suit le cours de la Marne en direction de la capitale. Après avoir combattu à Trilport pour empêcher le passage du fleuve, les troupes françaises se réfugient dans Meaux.
Le 27 mars 1814, la défense de Meaux étant impossible aux généraux français, l'évacuation des troupes commence le soir en direction de Claye et Villeparisis. L'arrière-garde, commandée par le général Vincent, détruit une partie du faubourg de Paris en faisant sauter le magasin à poudre.

## Forces en présence
Les troupes françaises, commandées par le général Jean Dominique Compans, se composent de 4 700 hommes dont 3 000 fantassins, 1 700 cavaliers et 18 canons.
L’avant garde de l'armée de Silésie, commandée par le général Andreas Georg Friedrich von Katzler, se compose de 4 500 hommes dont 2 600 fantassins, 1 900 cavaliers et 16 canons.

## La bataille
Alors que les troupes françaises quittent le village de Claye dans la matinée, la colonne du général Guye arrive de Paris en renfort.
Poursuivi par l'avant garde de l'armée de Silésie du général von Katzler, le général Compans, grâce aux renforts, décide de défendre le village. Ayant fait évacuer le village au fur et à mesure, Compans met ses troupes sur des positions en arrière de Claye.
Bientôt, l'infanterie prussienne, qui a déjà pris possession du village, continue son avance et débouche dans la plaine. Compans ordonne alors une charge de cavalerie qui culbute les fantassins, faisant 300 tués ou blessés ainsi que beaucoup de prisonniers. Le reste de la colonne retraite alors précipitamment dans Claye.
Le général Compans prend ensuite position à la tête du bois de Montsaigle, occupant la ferme de Gros-Bois, les bois de Claye, Morfondé et les bois voisins.
L'avant-garde prussienne, qui a pris possession du village, continue son avance, et, le défilé de Claye étant ouvert, passe et se déploie sur la gauche de la route d'Allemagne à la hauteur du taillis de Gros-Bois. La division de cavalerie Otto von Pirch, qui arrive immédiatement après l'avant-garde, se déploie sur la grand route. La division Klüx se place à gauche de la précédente et la cavalerie du général Hans Ernst Karl von Zieten occupe les hauteurs de Le Pin afin de contourner la droite de la position française.
Le combat dure longtemps dans les bois de Montsaigle et de Grosbois, mais les Prussiens ayant fait entrer en action l'ensemble du corps de Kleist ainsi que les divisions Heinrich Wilhelm von Horn et Yorck venues se placer vers Souilly, le général Compans prend une nouvelle position sur Villeparisis.
Il fait occuper les fermes de Morfonde et de Monzaigle, ainsi que les bois Mulot et Mony. Les Prussiens prennent à nouveau l'offensive. Deux bataillons sont dirigés par la gauche, par le chemin de Le Pin en contournant la ferme. Deux autres bataillons attaquent les Français par la trouée de Gros-Bois à Villeparisis.
Pendant ce temps, les deux bataillons prussiens qui se sont lancés à l'attaque des positions françaises du bois Mulot ont beaucoup à souffrir du feu défensif. Le bataillon français qui défend la ferme de Monzaigle ne quitte le poste qu'après une défense acharnée.

## Pertes
Sur 3 000 fantassins, 1 700 cavaliers et 450 artilleurs avec 18 canons, les Français perdent environ 200 tués et blessés et 150 prisonniers.
Sur 2 600 fantassins, 1 900 cavaliers et 300 artilleurs avec 16 canons, les Prussiens perdent environ 600 tués et blessés et 145 prisonniers.

## Conséquences
Sous le nombre, les points défensifs tombent les uns après les autres, malgré l'opiniâtreté des défenseurs français. Le général Compans fait alors retraiter ses troupes, en bon ordre, sur Villeparisis. Après le combat de Villeparisis livré le même jour par les mêmes armées, Compans fait évacuer ce village et se replie sur Bondy, laissant une arrière-garde bivouaquer près de Vert-Galant.